# Florencio Estrada
Florencio Estrada García (27 de octubre de 1897, Huazamota, Mezquital, Durango - 7 de junio de 1936, San Juan Capistrano, Valparaíso, Zacatecas) fue un líder militar durante la Guerra Cristera en México. Alcanzó el grado de Coronel en el Ejército Cristero, y su zona de influencia radicó en los estados mexicanos de Zacatecas, Durango y el norte de Jalisco. A pesar de ser conocido por su habilidad militar y liderazgo, finalmente fue capturado y ejecutado por las fuerzas gubernamentales en San Juan Capistrano, Zacatecas en 1936.

## Biografía

### Vida personal
Se sabe poco de sus primeros años, pero se sabe que nació el 27 de octubre de 1897 en el entonces municipio de Huazamota, Durango. Era hijo de padres mestizos y tuvo cuatro hermanos llamados Frumencio, Jesús, Rosario y Eleuterio. En 1922 se casó con Dolores Muñoz, con quien tuvo tres hijos.

### Rebelión contra el cacique de Huazamota
El 18 de mayo de 1922, Estrada junto a sus cuñados de apellido Muñoz, emboscaron y dieron muerte a Primo Ortiz, cacique de Huazamota y dueño de varios latifundios de tierra. Ortiz había mantenido un control autoritario sobre los pobladores de la región durante la Revolución Mexicana, por lo que su muerte fue vista por algunos como un acto de justicia. Como resultado de su muerte, el cacicazgo que antes había estado bajo el control exclusivo de Ortiz se dividió entre los Muñoz y Estrada.

### Guerra Cristera
Después de la victoria obtenida contra Ortiz, Estrada emigró a los Estados Unidos, y en 1927, al enterarse de la persecución religiosa en México, decidió regresar a su pueblo para unirse a la lucha de los cristeros. Se levantó en armas ese mismo año, liderando a un grupo local. Su levantamiento dividió al pueblo en dos bandos: por un lado, el bando gobernista liderado por los Muñoz, y por el otro, los cristeros liderados por los Estrada.

#### 1928
El 6 de mayo, Estrada y sus cristeros tomaron Huazamota, venciendo a la Defensa Civil liderada por los hermanos Muñoz. Durante la batalla, los cristeros hicieron 17 bajas y 24 prisioneros, de los cuales 18 fueron asesinados a cuchilladas por Jesús Estrada, medio hermano de Florencio. El 20 de mayo, derrotaron a 40 hombres del 59.º Batallón en San Juan Peyotán, consiguiendo una gran cantidad de municiones.
En junio, junto a Pedro Quintanar y Trinidad Mora, derrotó a las fuerzas federales en el Cerro de las Papas, donde murieron 300 soldados del gobierno, incluyendo al coronel José Ruiz. Con esta victoria, Estrada se unió a la Zona Quintanar, sirviendo de conexión entre Zacatecas y los cristeros de Santiago Bayacora. En este combate, los cristeros de Estrada lograron apoderarse de una ametralladora Thompson calibre 45, modelo 1921, núm. 4867. A principios de junio, ordenó sitiar a las fuerzas de los Muñoz en Huajimic, Nayarit. El 27 de junio, al mando de 270 hombres, Estrada intentó tomar la plaza de San Juan Peyotán, pero fue derrotado. En octubre, derrotó en dos ocasiones a las fuerzas gobernistas de Tepehuanes y Coras en Xoconoxtle.

#### 1929
El 25 de enero, Estrada derrotó a las fuerzas gobernistas en Coyotes, Nayarit. A finales de febrero del mismo año, junto a Trinidad Mora, Federico Vázquez y Valente Acevedo, derrotó a las fuerzas federales del General de división Francisco Urbalejo en El Mezquital, causando 200 bajas enemigas..

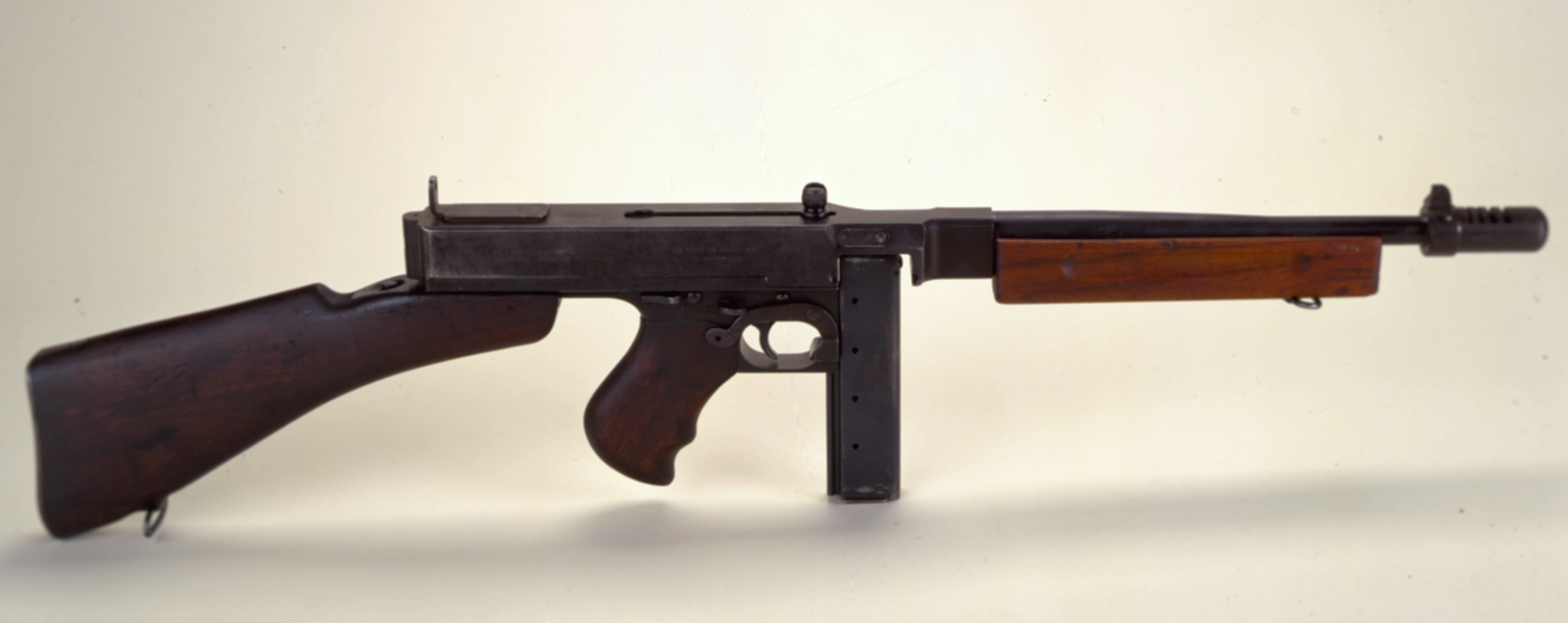
Ametralladora Thompson calibre 45, como la obtenida por los cristeros en la Batalla del cerro de las papas.

Ante los acuerdos de amnistía ofrecidos por el gobierno federal, Estrada fue el primer líder cristero de Durango en amnistiarse el 2 de septiembre de 1929, en Santa Cruz, Durango, ante el general Manuel Enríquez, junto a sus subjefes Juan Flores, Juan Cifuentes y el tepehuán Pedro Soto.

### Proveedor de víveres del Internado Cultural Indígena de Santa María Ocotán
Después de los arreglos, el gobierno le otorgó la concesión para que fuera el proveedor de víveres del Internado Cultural Indígena de Santa María Ocotán, el cual buscaba cambiar la idiosincrasia de los indígenas de la región de acuerdo a los lineamientos de la educación socialista. El nuevo trabajo de Estrada le causó algunas enemistades con algunos pobladores de Huazamota, quienes lo acusaron de manejos indebidos. Los rumores llegaron a la X Zona Militar de Durango y Estrada perdió el trabajo. En 1934, el gobernador Carlos Leal le comunicó las órdenes que tenían de fusilarlo y como señal de amistad lo conminó a que huyera.

### Segunda Guerra Cristera

#### 1934
Los Cristeros de Durango se levantaron en armas el 22 de noviembre, bajo el mando del General de brigada Trinidad Mora. Debido a su despido como proveedor de víveres, Estrada decidió unirse al levantamiento, retomando su antiguo grado de Coronel en el Grupo de Huazamota. A mediados de diciembre, Estrada y su hermano fueron repelidos en Xoconoxtle. El 24 de diciembre combatió a las fuerzas federales del Mayor Meza López en La Barranca de los aguacates, aunque no está claro el resultado, los cristeros sufrieron 8 bajas.

#### 1935
El 23 de febrero, Estrada sufrió una derrota frente a las Defensas Sociales de Santa María Ocotán y Xoconoxtle al mando de Cosme Solís. El 15 de marzo, participó en un ataque a Miguel Auza, pero fue derrotado por las fuerzas federales al mando del Coronel Tereso Salas. El 23 de marzo, a petición de Trino Castañón, se reunió con un grupo de líderes Cristeros en una emboscada en la que murió Epitacío Lamas, hombre de su confianza. En marzo, viajó a Huejuquilla el Alto donde reafirmó su compromiso con el líder nacional de la rebelión Cristera, Lauro Rocha.

A finales de abril, participó junto a Valente Acevedo, Federico Vázquez, Chano Gurrola y Trinidad Mora en la victoria contra la guarnición federal y la toma de la población de San Francisco del Mezquital. Durante el invierno, aviones de la Fuerza Aérea Mexicana atacaron a los cristeros en emboscadas, lo que llevó a Estrada y su familia a refugiarse en cuevas, donde apenas tenían acceso a alimentos. 

Municipio de Mezquital, Durango, donde Estrada fue más activo

#### 1936
En enero, al mando de 150 hombres, Estrada asaltó San Juan de Michis. En abril de ese mismo año, fue derrotado en el intento de tomar Huejuquilla el Alto y sus hombres salieron perseguidos de la ciudad. Poco a poco, los hombres del Grupo de Huazamota empezaron a desertar. El 7 de junio de 1936, Estrada fue emboscado y asesinado por las fuerzas federales dirigidas por el Teniente Coronel Ignacio Tejeda en las cercanías de San Juan Capistrano.

### Muerte
Florencio Estrada se encontraba junto a algunos de sus hombres en las cercanías del arroyo de El Paso Ancho, municipio de Valparaíso, Zacatecas, cuando fue emboscado por las fuerzas federales dirigidas por el Teniente coronel Ignacio Tejeda. A pesar de que las intenciones del federal eran arrestar al Coronel cristero con vida, Florencio fue alcanzado por un balazo en el tobillo, lo que le impidió huir, y posteriormente fue capturado. Los federales lo llevaron a Huejuquilla el Alto, Jalisco, donde fue exhibido en la plaza del pueblo. Algunos autores como Luis Rubio Hernansaéz, Antonio Avitia Hernández y el propio Antonio Estrada (hijo de Florencio), coinciden en que Florencio fue víctima de una traición. 

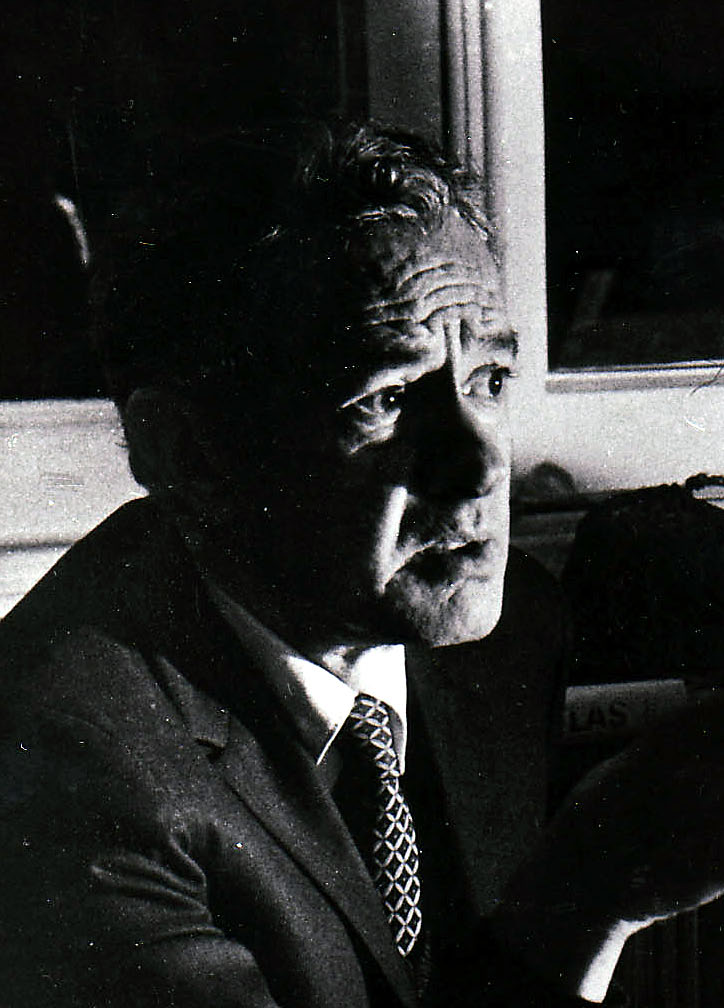
Juan Rulfo elogio la novela de Antonio Estrada.

## Legado
Es el protagonista de la novela histórica "Rescoldo, los últimos cristeros" (1961), escrita por su hijo Antonio Estrada. La obra ha sido muy elogiada, incluso por Juan Rulfo, quien la describió como "una de las cinco mejores novelas mexicanas" y "la mejor novela con la temática de la Cristiada".
La figura de Estrada también ha inspirado numerosos corridos dedicados a las batallas en las que participó y su nombre, entre los más conocidos se encuentran: "Corrido de la Toma de San Francisco del Mezquital", "Mañanas de los cristeros de Durango", "Corrido del Combate de las Papas" y "Mañanas de Florencio Estrada".